# Blott en dag (musikalbum)
Blott en dag är ett studioalbum, släppt 1998, av den svenska Carola Häggkvist. Albumet består av psalmer av Lina Sandell.
På albumlistorna placerade sig albumet som bäst på 24:e plats i Sverige.

## Låtlista
1. "Blott en dag"
2. "Jag är en gäst och främling"
3. "Är det sant att Jesus är min broder"
4. "Modersvingen"
5. "O Jesus, öppna du mitt öga"
6. "Jesus för världen givit sitt liv"
7. "Gör det lilla du kan"
8. "Tryggare kan ingen vara"
9. "Aldrig är jag utan fara"
10. "Jag kan icke räkna dem alla"
11. "Herrens nåd är var morgon ny"
12. "Bred dina vida vingar"

## Singlar
- Blott en dag

## Listplaceringar
| Lista (1997-1998) | Topplacering |
| ----------------- | ------------ |
| Norge             | 32           |
| Sverige           | 24           |

## Medverkande
- Iver Kleive - orgel, flygel
- Børge Petersen-Øverleir - gitarr